# Революционная чистка генералитета (1917)

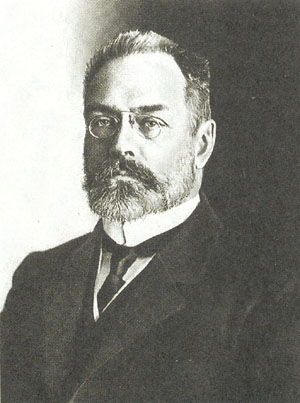
Организатор чистки русского генералитета А. И. Гучков

Революционная чистка генералитета в 1917 году (гучковская чистка, «избиение младенцев») — массовая генеральная чистка командования, начатая и проведённая первым Военным министром Временного правительства Гучковым в 1917 году «на свой страх и риск» — несмотря на неодобрительное отношение высшего военного командования к предложенным им мерам. Заявленной цели улучшить командный состав «гучковская чистка» не достигла, однако оказала серьёзное негативное воздействие как на саму армию, так и на внутриполитическую ситуацию в России, нарушив атмосферу единения между правительством и Верховным военным командованием.

## Предыстория
Разговоры о необходимости массового увольнения русских генералов появились в думской среде ещё в дни неудач Русской армии в начале Великой войны: член Госсовета В. И. Гурко на августовском 1915 года совещании прогрессивного блока говорил о необходимости «колоссальной перетряски» в командном составе; в Государственной Думе о чистке офицерского состава говорил А. И. Шингарёв; записка председателя Государственной Думы в 1916 году была сплошным обвинением высшего командования Русской армии.

## Февральская революция
С начала Февральской революции Гучков, получая сообщения с мест о самовольном смещении старых начальников (военных губернаторов, начальников гарнизонов, комендантов, воинских начальников) возникшими революционными комитетами и просьбы утвердить новых самочинных начальников, благодарил революционеров и временно утверждал их в должности своей властью военного министра.
Вопрос о смене военачальников был поднят сразу же после Февральской революции на первом заседании комиссии под председательством генерала А. А. Поливанова. Сразу же после вступительной речи Поливанова, поднялся член комиссии, отставной полковник Б. А. Энгельгардт и заявил, что никакие реформы невозможны, пока не будут сменены некоторые начальники. Энгельгардта поддержал полковник П. А. Половцов.
Под влиянием этих разговоров Гучков принял решение поставить перед Начальником штаба Верховного главнокомандующего генералом Алексеевым вопрос о массовом увольнении генералов. Уже 6 марта 1917 года Гучков предпринял попытку убедить главного военного авторитета России Начальника штаба Верховного главнокомандующего генерала Алексеева в необходимости провести перестановки в высшем русском военном командовании. Намекнув Алексееву, что тот является единственным кандидатом на пост Верховного главнокомандующего, Гучков продолжил, говоря о необходимости решений, связанных с устранением «заведомо неспособных генералов»;
Вы пользуетесь доверием правительства и популярностью в армии и народе. И то и другое вы можете в один миг удесятерить, приняв ряд решений, которые будут встречены с полным одобрением и горячим сочувствием страны и армии… Но эти решения должны быть приняты безотлагательно
Возражения генерала, заключавшиеся в том, что задуманные Гучковым меры встретятся с недостатком подходящих специалистов, а также что ему — начальнику штаба Верховного главнокомандующего — проводить такие меры не полагается в соответствии с законом, общее несочувствие его массовой генеральской чистке «с одного маха», стали причиной колебаний правительства в вопросе назначения Алексеева Верховным главнокомандующим: генерал получил это назначение только через месяц, 2 апреля 1917 года.

## «Избиение младенцев»
Не получив поддержки среди высшего военного командования, военный министр, всё же начал чистку генералитета на свой страх и риск. Одним из первых кандидатов в списке высших офицеров, которых новая революционная власть решила отправить в отставку как неблагонадёжных, стал прославленный боевой генерал, герой Первой мировой войны командующий 3-м конным корпусом генерал граф Ф. А. Келлер, отправивший 6 марта отрекшемуся императору верноподданнейшую телеграмму с просьбой не покидать престола, которая была перехвачена и перенаправлена Гучкову. Генерал отказался присягать «временщикам», заявив: «Я христианин, и думаю, что грешно менять присягу».

### «Мерзавки»
Дежурному генералу при Ставке было поручено составление перечня старших военачальников с краткой аттестацией каждого из генералов; этот перечень получил в Петербурге в среде военных хлесткое название — «мерзавки».
«Мерзавки» представляли собой список корпусных и дивизионных начальников с 6 графами. Первые 5 граф заполнялись оценками, дававшимися различными «пользовавшимися доверием» гучковскими собеседниками. В последней графе значился вывод в соответствии с большинством голосов: «достоин выдвижения», «может остаться», «подлежит изгнанию».
По свидетельству генерала А. И. Деникина, во время визита к военному министру 23 марта 1917 года ему было предложено заполнить такой список. Позднее, после посещения Гучковым фронта Деникину встречались уже широкие простыни из 10—12 колонок. По воспоминаниям П. А. Половцова, в марте 1917 года Гучков показывал ему свою «мерзавку», с тем, чтобы Половцов дал своё заключение об известных ему начальниках.
Историк Февральского переворота С. П. Мельгунов отмечает, что в такой гучковской системе оценки как политической, так и военной благонадёжности генералитета напрочь отсутствовал какой-либо объективный критерий: хорошо, если обвинения по политическим мотивам совпадали с отрицательной оценкой боевых качеств того или иного генерала, но такое совпадение было совершенно не обязательно.

### Методы Гучкова
Желательность перемен в командовании указывалась в отчётах всех посланцев Комитета Думы на фронт, необходимость оной признавал и генерал Деникин.
Проблемы создавали:
- методы, которые использовал в силу личной склонности к закулисным приемам военный министр Гучков;
- беспрецедентные масштабы «чистки»[2].

В своей речи в апреле 1917 года Гучков подчеркивал:
В течение короткого времени в командном составе армии было произведено столько перемен, каких не было, кажется, никогда ни в одной армии

## Результаты и оценки «гучковской чистки»
Сам Гучков в своей речи от 29 апреля дал весьма положительную оценку «чистке», заявив, что при принятии решений он советовался со «знающими людьми». При этом оценки других видных деятелей эпохи практически всегда имеют противоположный знак.
Так и не принявший никакого участия в гучковском мероприятии генерал Алексеев оценивал его следующим образом
Рука великого «реформатора» армии Гучкова вымела из наших рядов в наиболее острую и критическую минуту около 120 генералов на основании более чем сомнительных аттестаций анонимных «талантливых полковников и подполковников». «Реформатор» мечтал освежить командный состав и вызвать «небывалый подъём духа в армии». Последнего не случилось, к несчастью, а вреда сделано немало…

…не менять, как капризная и богатая женщина бросает перчатки, начальников, гоните слабых, не оказавшихся на высоте своего назначения в бою, но не гоните по тайным, мутным аттестациям, как сделал это Гучков. Он подломил состав начальников, мечтая вызвать в армии взрыв энтузиазма массовым изгнанием
При этом, в отличие от генерала Алексеева, генералы А. И. Деникин и П. Н. Врангель отмечают, что Русская армия лишилась по итогам «гучковской чистки» 150 генералов.
Из 225-ти полных генералов, состоявших на службе на март 1917 года, Временное правительство отправило в отставку 68.
По мнению генерала барона П. Н. Врангеля, гучковская «чистка» была «глубоко ошибочна», так как в результате устраняемые военачальники заменялись незнакомыми с частями генералами, что отражалось на боеспособности армии.
Критически отзывался об увольнениях начальник гражданской канцелярии Ставки А. А. Лодыженский:

В течение первых же недель военным министром, штатским человеком, Гучковым было уволено со службы 160 старших начальников. Несомненно, в числе уволенных были и плохие начальники, но их было немного и увольнение было произведено, главным образом, под давлением солдатских комитетов, которые образовались сразу во главе с Петроградским Советом Рабочих и Солдатских депутатов, куда постепенно проникли германские агенты с заданием во что бы то ни стало развалить русскую армию.

Генерал Деникин свидетельствует более осторожно:

Улучшился ли действительно в серьезной степени командный состав? Думаю, что цель эта достигнута не была… Быть может, выдвинулось несколько единичных «талантов», но наряду с ними, двинулись вверх десятки, сотни людей случая, а не знания и энергии.
Исследователь этого периода русской истории С. П. Мельгунов резюмирует, что такая чистка «с одного маха» могла бы теоретически иметь значение лишь по психологическому влиянию на массу, в целях же стратегических гораздо проще было достичь большего непосредственно заменой Ставкой тех или иных начальников другими. В результате условия, в которых Гучковым было произведена эта чистка, могли иметь исключительно отрицательные последствия. Меры военного министра разрушили взаимопонимание между правительством и Ставкой, без которого успешное реформирование армии было немыслимо в принципе.
Военный историк и публицист А. А. Керсновский отмечал: «Гучков - при содействии услужливой Ставки - произвел настоящее избиение высшего командного состава. Армия, пережившая самый опасный час своего существования, была обезглавлена. Была отрешена половина корпусных командиров (35 из 68) и около трети начальников дивизий (75 из 240)… во главе военных округов были поставлены авантюристы, наспех произведённые в штаб-офицерские чины».